# くも漫。
『くも漫。』（くもまん。）は、中川学による日本の漫画、及びそれを原作とした映画。
作者が風俗店でプレイ中にクモ膜下出血を発症し、その後、闘病生活を送る日々を描いた実録漫画。ウェブコミック配信サイト『トーチweb』（リイド社）において、2014年から2015年まで連載された。全18話。
2017年、実写映画化された。主演は脳みそ夫が務め、脳にとっては本作が映画初主演作となった。

## 書誌情報
- 中川学 『くも漫。』 リイド社〈torch comics〉、全1巻
  1. 2015年8月11日発売[4]、ISBN 978-4-8458-4413-5

## 映画
2017年2月4日、実写映画版が公開された。
監督は小林稔昌。小林はかつて、中川の漫画『僕にはまだ友だちがいない』をドラマ化したことがあり、本作で長編映画監督デビューを果たした。

### キャスト
- 中川学 - 脳みそ夫
- 風俗嬢・ゆのあ - 柳英里紗
- 学の妹・敦子 - 沖ちづる
- 石毛医師 - 板橋駿谷
- かの看護師 - 大久保綾乃
- 学の母 - 立石涼子
- 学の父 - 平田満
- 同室の患者・遠藤 - 坂田聡
- 学の叔父 - 大高洋夫

### スタッフ
- 原作 - 中川学「くも漫。」（リイド社・トーチコミックス）
- 監督 - 小林稔昌
- 脚本 - 安部裕之
- エグゼクティブプロデューサー - 中川幸美
- プロデューサー - 峰添忠
- 撮影 - 原巖
- 照明 - 斉藤直樹
- 録音 - 林昭一
- DIT - 土橋博昭
- 美術 - 早坂英明
- 助監督 - 富澤昭文
- 編集 - 増田マリコ
- 制作担当 - 福田智穂
- ヘアメイク - 柳井愛理
- 衣装 - 生井江巳子
- 特殊造型 - 杉本末男 (chara)
- CG - 有働康隆
- 音響効果 - 大庭弘之
- EED - 山本浩三
- サウンドエンジニア - 堀田英二
- 医療監修 - 森田明夫、波出石弘、大里俊明
- 音楽 - GENTLE FOREST JAZZ BAND
- 主題歌 - 沖ちづる「誰も知らない」
- 製作支援 - 全日本テレビ番組製作社連盟
- 配給 - トリプルアップ
- 企画・製作 - クリエイティブネクサス